# Rainer Lukas Motz

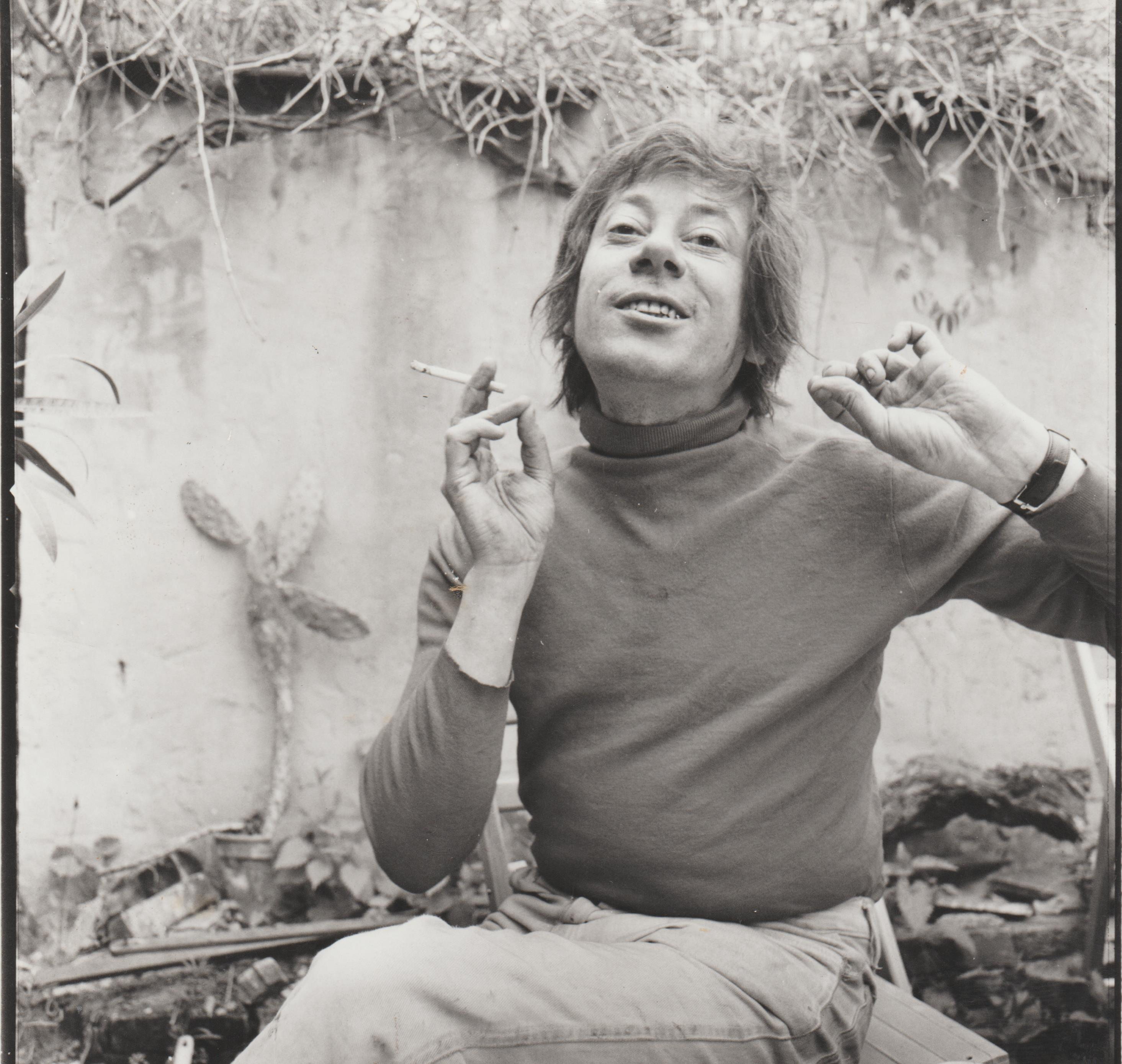
Rainer Lukas Motz

Rainer Lukas Motz, genannt Munke (* 19. August 1934 in Heidelberg; † 26. Dezember 1990 ebenda) war ein deutscher Maler, Nonkonformist und Bohémien.

## Leben und Werk
Nach der mittleren Reife und einer Lehre als Polsterer und Dekorateur wandte sich Munke 1953 der Malerei zu und besuchte die Werkkunstschule Darmstadt und die Akademie der Künste in München Xaver Fuhr. Für die Zeit von 1956 bis 1958 sind Studienaufenthalte in Italien (u. a. Florenz, Venedig, Rom) bezeugt. 1960 begann er ein Studium der Kunstmalerei an der freien Akademie der Künste in Mannheim, für das er ein Stipendium erhielt. Als Meisterschüler von Paul Berger-Bergner schloss er 1963 seine Ausbildung ab und arbeitete seitdem als freischaffender Künstler. Sein Atelier befand sich in Heidelberg-Rohrbach. Der Nenn-Name Munke soll von seinem Vater stammen mit Anspielung auf den expressionistischen Dichter Alfred Richard Meyer alias Munkepunke oder auf den anti-nationalsozialistischen Schwarzsender Munke-Punke, er signierte nie mit diesem Name wegen der Verwechslungsgefahr mit Edvard Munch.
Zunächst noch der expressionistischen Malweise verpflichtet, änderte Munke seinen Stil zugunsten einer realistischeren Grundauffassung. Motive aus der Welt der Sagen, Märchen und Mythologie, vor allem aber viele Kinderbilder, kennzeichnen sein Frühwerk. Ab der Mitte der 1960er Jahre wendete sich der Künstler verstärkt auch makabren Themen zu. Seine damaligen Werke lassen eine intensive Beschäftigung mit nekromantischem Gedankengut erkennen; er malt Gespenster und Geisterscheinungen und befasst sich mit Spukereignissen. Neben zahlreichen Stillleben gehören auch fantastische Architekturdarstellungen, Harlekin- und Maskenbilder zu seinem Repertoire. Zu den Hauptwerken zählen u. a. fünf Triptychen, von denen zwei als verschollen gelten.
Als Hauptschaffenszeit kann die Zeitspanne zwischen 1968 und 1975 betrachtet werden. In diesen Jahren entstanden seine typischsten Bilder, die eine unverwechselbare Handschrift zeigen und stilistisch wie thematisch in der damaligen Bundesrepublik einzigartig waren.

Nach 1979 lässt die Produktion der Ateliermalerei nach und weicht einem neuen Betätigungsfeld. Der Maler entdeckt die Wand- und Fassadenmalerei und widmet sich dieser neuen Aufgabe fast bis zu seinem Tod 1990. Bilder dieser Gattung sind erhalten in Heidelberg-Rohrbach, Neckargemünd und Freiburg. 

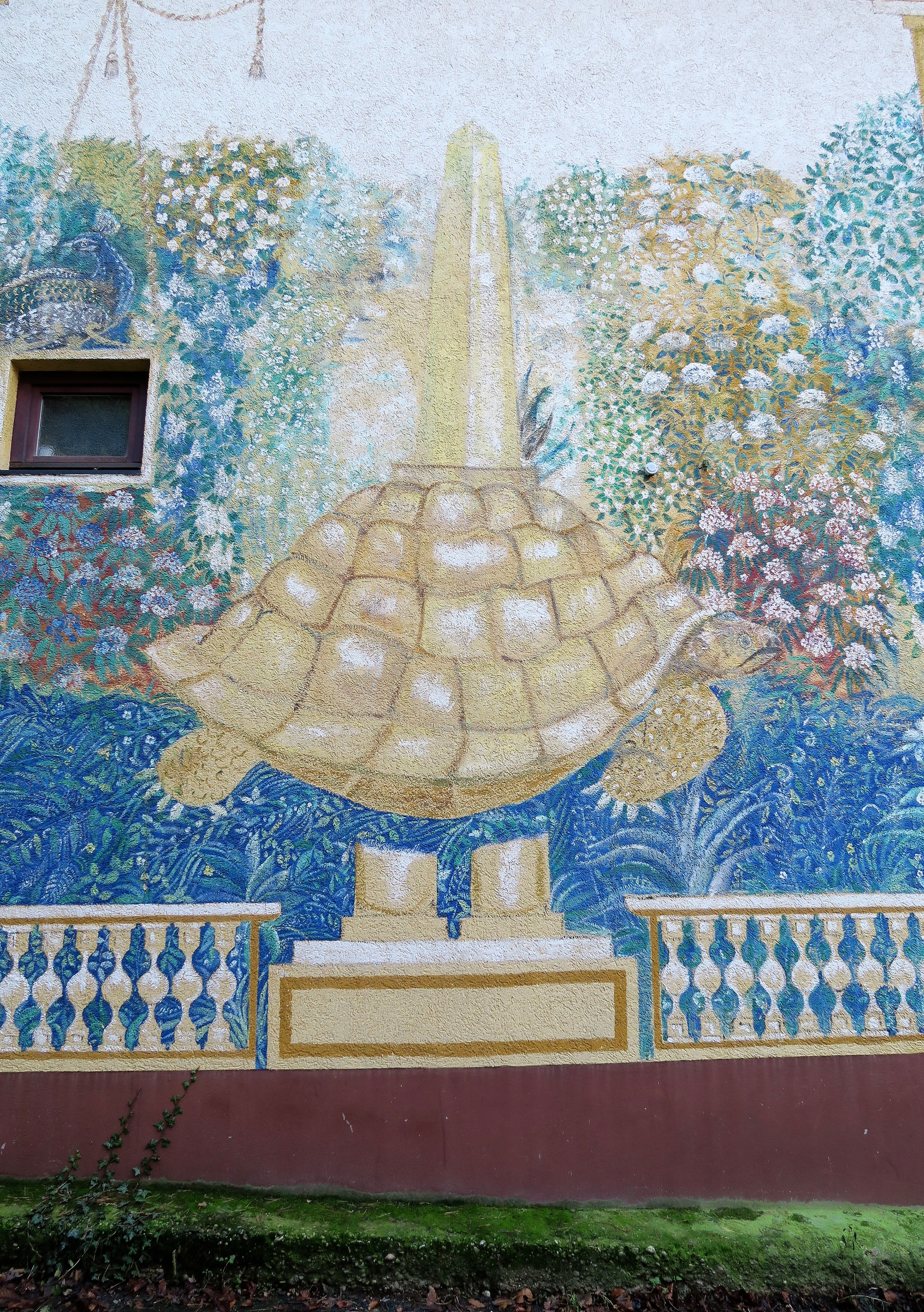
Fassadenmalerei

Sein Grab befindet sich auf dem Rohrbacher Friedhof.

## Werk (Auswahl)
Munkes Werk umfasst ca. 400 Ölgemälde, zu einer Ausstellung 2017 konnten noch 40 Werke ausgeliehen werden, der Verbleib der restlichen war unbekannt. Munkes Biograf Hans-Jürgen Kotzur versuchte, eine Gesamtübersicht zu erstellen. Zunächst erschien dieses Vorhaben zum Scheitern verurteilt, der Künstler selbst hat kein Verzeichnis seiner Bilder erstellt, zwischen seinen Unterlagen fand man Hinweise, aber nur sehr vereinzelt. Am 10. Mai 2017 bestieg Kotzur zusammen mit der Schwester des Künstlers den Speicher über dem ehemaligen Atelier, wo sie eine große Holztruhe fanden. Darin befanden sich Fotografien, die die Fotografin Elke Geiger aus Heidelberg in den 1960er und 1970er Jahren von den Gemälden gemacht hatte, zusammen mit Beschreibungen. Aus diesen Unterlagen entstand der Gesamtkatalog von Hans-Jürgen Kotzur, in dem 142 Gemälde abgebildet und beschrieben sind und der als Grundlage dieser Darstellung diente. Die folgende Liste zeigt eine Auswahl der verschiedenen Schaffensperioden, die Titel beschreiben sehr genau den Inhalt der Bilder. Einige Gemälde wurden im Internet veröffentlicht.

### 1960–1970
- 1960 – Harlekin, das erste Werk
- 1962 – Zwei Faune
- 1963 – Meerjungfrau
- 1965 – Undine
- 1967 – Lots Weib
- 1968 – Machandelbaum
- 1969 – Nonnen-Kind-Gespenst von Kloster Lobenfeld

### 1970–1986
- 1972 – Mitra
- 1972 – Wassermann und Nixe
- 1974 – Ruinen in blauer Landschaft
- 1975 – Waldschrat
- 1977 – Baummann
- 1978 – Kleiner Faun
- 1984 – Weißer Stuhl
- 1980 – Einhorn mit Prinz und Prinzessin
- 1986 – Familienbild

### Die Triptychen
Ein Triptychon von 1968 ist verloren, es sind nur Fotos der 2 Flügel erhalten.
- 1963 – Walpurgisnacht, Mitteltafel und 2 beidseitig bemalte Flügel
- 1965/66 – Babylonische Hure, Mitteltafel und 2 beidseitig bemalte Flügel
- 1968 – Geschichte des biblischen Daniel, Mitteltafel und 2 beidseitig bemalte Flügel
- 1978 – Totentanz, Mitteltafel und 2 beidseitig bemalte Flügel und Predella

Totentanz war eine Auftragsarbeit für Hans-Jürgen Kotzur.  Er hat die Entstehung in einem kleinen Buch dokumentiert. Der Künstler war am Ende seiner Schaffenskraft und es bedurfte großer Anstrengungen des Auftraggebers, ihn zur Vollendung zu bewegen. Das Werk ist, trotz der üblichen Totensymbole wie Skelette und Geister, überraschend farbig. Im Außenbild ist das Heidelberger Schloss im Hintergrund abgebildet.

## Würdigung
Munke zählt zu den Vertretern einer neoromantischen Malerei mit konkret-figürlichen Darstellungen und einer Vorliebe für ungewöhnliche Themen. Zunächst gelang es ihm, einen überzeugenden Gegenpol zu den damals gängigen Kunstauffassungen und Stilrichtungen zu bilden. Mit der aufkommenden Studentenbewegung stießen seine Arbeiten auf immer größere Ablehnung, seine Gemälde wurden stilistisch als anachronistisch, seine Bildmotive als reaktionär verunglimpft.
Von Kunstsammlern in der damaligen Bundesrepublik geschätzt, war Munke bis zu seinem Unfalltod eine über Heidelberg hinaus geachtete Persönlichkeit. Seine Gemälde sind mittlerweile in alle Welt zerstreut und befinden sich fast ausschließlich in Privatbesitz.
2021 übergab Munkes Biograph Hans-Jürgen Kotzur den Nachlass des Künstlers und weitere Dokumente an das Stadtarchiv Heidelberg.

## Ausstellungen (Auswahl)
- 1963: Bibliographikum Tenner, Heidelberg
- 1965: Gemeinschaftsausstellung Gruppe 7, Atelier AG7, Darmstadt
- 1968: Theater Tangente, Heidelberg
- 1977: Peinture fantastique, Maison de Heidelberg, Montpellier
- 2004: Ausstellung zum 70. Geburtstag, Altes Rathaus, Rohrbach[14]
- 2017: Retrospektive Rainer Motz Munke, Heidelberger Forum für Kunst, Heidelberg[8][15]